# NGC 584
NGC 584 (другие обозначения — IC 1712, MCG −1-4-60, PGC 5663) — эллиптическая галактика (E4) в созвездии Кит.
Этот объект входит в число перечисленных в оригинальной редакции «Нового общего каталога».
Используется Атласом галактик Жерара Вокулёра в качестве примера галактики типа SA0- — линзовидной галактики без бара "раннего" подкласса.
Галактика NGC 584 входит в состав группы галактик NGC 584. Помимо NGC 584 в группу также входят NGC 586, NGC 596, NGC 600, NGC 636, IC 127, UGCA 017, KDG 007 и MGC -1-5-14.